# Sportsman's Warehouse
 (juillet 2019).
 (juin 2024).
Si vous disposez d'ouvrages ou d'articles de référence ou si vous connaissez des sites web de qualité traitant du thème abordé ici, merci de compléter l'article en donnant les références utiles à sa vérifiabilité et en les liant à la section « Notes et références ».
Sportsman's Warehouse est une entreprise américaine de commerce de détail spécialiste des articles de sport. Fondée en 1986, elle a son siège à Midvale, dans l'Utah.